# Aznalcázar
Aznalcázar ist eine Gemeinde in der Provinz Sevilla in Spanien mit 4.886 Einwohnern (Stand: 2024). Sie liegt in der Comarca El Aljarafe in Andalusien. Die Gemeinde liegt nur 20 Autominuten von Sevilla entfernt und ist eine der 13 Orte, die im Nationalpark Coto de Doñana liegen, einem der wichtigsten Nationalparks und Wildreservate Spaniens.

## Geografie
Die Gemeinde Aznalcázar grenzt an Almonte, Benacazón, Bollullos de la Mitación, Hinojos, Isla Mayor, Pilas, La Puebla del Río, Sanlúcar de Barrameda, Trebujena, Umbrete und Villamanrique de la Condesa.

## Geschichte
Die Stadt könnte möglicherweise mit Olontigi identifiziert werden, einer antiken tartessischen Siedlung, von der nicht viel bekannt ist, außer ihrer Münzprägung zwischen dem 2. und 1. Jahrhundert v. Chr., die die lateinische Inschrift OLVNT trägt. Aznalcázar gilt als der wahrscheinlichste Standort von Olontigi.
Der heutige Name leitet sich von der arabischen Festung (arabisch: حصن القصر) ab, was so viel wie "Festung des Palastes" bedeutet.

## Sehenswürdigkeiten
- Kirche St. Paul, im gotisch-mudéjaren Stil
- Häuser aus dem 18. Jahrhundert
- Alter Springbrunnen
- Cerro del Alcázar, Fundort archäologischer Funde (z. B. punisch-libysche Münzen) und von Überresten, wie z. B. Reste der Festung, von der die Stadt ihren Namen hat.